# Старые песни о главном (серия фильмов)
«Старые песни о главном» — цикл музыкальных телефильмов ОРТ, выходивших в конце 1990-х годов на Новый год. Продюсерами и авторами идеи цикла были Константин Эрнст и Леонид Парфёнов. Телевизионный проект стал символом набирающей силу ностальгии по СССР.
Идея концепции проекта возникла случайно, во время съёмок специального выпуска программы «Портрет на фоне» об Алле Пугачёвой. Константин Эрнст и Леонид Парфёнов заметили, что на концертах певицы самыми бурными овациями сопровождается песня «Большак» из советского фильма «Простая история» с Нонной Мордюковой, которую в оригинале исполняла оперная певица Валентина Левко. Эта песня была в репертуаре Пугачёвой вставным номером (одиноким посвящением советской эпохе). Большое влияние оказал также снятый ранее на ОРТ «Русский проект», в котором участвовали известные советские актёры и который пользовался популярностью у зрителей. Леонид Парфёнов вспоминал, что идею для названия программы ему подсказала песня группы «Браво» «Верю я», которую исполняла её участница Жанна Агузарова. В ней были строчки «он пропоёт мне новую песню о главном».
Передачи представляли собой мюзиклы с участием известных артистов эстрады. Мюзиклы состояли из перепевок советских и зарубежных песен, популярных в СССР. Каждый выпуск представлял собой отдельный сюжет, происходящий в отдельную эпоху отечественной истории. Всего было выпущено четыре фильма: первый был стилизован под вторую половину 1940-х — начало 1950-х годов, второй — под 1960-е, третий — под 1970-е и первую половину 1980-х, а четвёртый — под все эпохи, включая современную. Набор песен был соответствующим. По замыслу авторов, исполнение старых песен современными артистами должно было объединять разные поколения зрителей, когда молодых привлекал артист, а старших — песня. Старые песни, исполненные современными артистами, в дальнейшем получили широкую популярность и регулярно звучали на различных радиостанциях.
Мюзиклы пользовались большой популярностью и имели высокие рейтинги (к примеру, вторую часть цикла смотрели 48 % телезрителей). Весной 2015 года на «Первом канале» в рамках спецпроекта «Коллекция Первого канала» были поочерёдно показаны первые три фильма из цикла. Периодически «Первый канал» продолжает повторять в своём эфире фильмы музыкального цикла, в основном — первые три.
В 2004—2009 годах после закрытия фестиваля «Песня года» на «Первом канале» выходили концертные программы «Старые песни о главном» с Иосифом Кобзоном и Ларисой Долиной и «Новые песни о главном» с Максимом Галкиным и постоянно меняющейся соведущей (ими были Валерия, Елена Корикова, Анна Седокова, Марина Александрова, Татьяна Арно и Ингеборга Дапкунайте). Финальный выпуск после ухода Галкина с «Первого канала» вели Александр Цекало, Вера Брежнева, Гарик Мартиросян, Жанна Фриске, Яна Чурикова и Марк Тишман.

## «Старые песни о главном» (1995—1996)
Действие происходит в советском колхозе. Все актёры задействованы под настоящими именами или их прозвища созвучны настоящим именам.

## «Старые песни о главном 2» (1996—1997)
Действие параллельно происходит на окраине Москвы в одном из районных домов культуры, во дворе неподалёку, в квартирах жителей этого двора, а также на телевидении: на съёмках «Голубого Огонька» и «Кабачка „13 стульев“».

## «Старые песни о главном 3» (1997—1998)
Продолжение популярного фильма «Иван Васильевич меняет профессию», разыгрываемое в павильонах студии «Мосфильм». По словам Константина Эрнста, премьера мюзикла находилась под угрозой срыва:

«Мой главный телевизионный ужас и самое острое переживание на ОРТ — „Старые песни-3“. 31 декабря 1997 года. Меньше чем за сутки до боя курантов выяснилось, что 2,5 часа музыкальной фонограммы „Песен“ стёрто компьютером. Правда, я до сих пор уверен, что это был не сбой, а „новогодний подарок“. 31 числа мы на „Мосфильме“ вновь сводили звук. За 1,5 часа до Нового года выяснилось, что необходим специальный магнитофон, который находится в „Останкино“. К тому времени там уже всё было опечатано, а сотрудники, которые с ним работали, уже заправляли „оливье“. Тогда я, помнится, выбивал эту опечатанную дверь ногой. А дальше — безумная гонка по заледенелой трассе между „Мосфильмом“ и „Останкино“. Вот это ощущение профессионального ужаса оттого, что вся страна включит ОРТ и ничего не увидит, преследует меня до сих пор. А ведь Новый год до 1997-го был моим самым любимым праздником…»
В связи с этим трансляция мюзикла в регионах Дальнего Востока началась на несколько часов позже положенного времени, впоследствии этот вынужденный перенос Эрнст охарактеризовал фразой: «Я полстраны лишил Нового года».

## «Старые песни о главном. Постскриптум» (2000—2001)
Действие происходит в отеле, где в Новогоднюю ночь остановились артисты эстрады. Исполнялись как популярные в XX веке зарубежные песни, так и некоторые отечественные, не вписавшиеся в предыдущие три части.

## Критика
Старые выпуски часто повторялись в январе, после выхода новых, и на майские праздники. Из-за постоянного повторения одних и тех же участников цикл передач начал подвергаться критике в прессе, и с 2000 года был прекращён, хотя последующие новогодние программы «Первого канала» создавались под значительным влиянием «Старых песен о главном».
Александр Морсин (ТАСС) в своей статье «Почему „Старые песни о главном“ не стареют» назвал проект новой точкой отсчёта новогодних телепередач и примиряющим взглядом в сторону СССР, отметив удачно подобранные интонации музыкальной ретроспективы, подбор песен и отсутствие экстремальных несовпадений типажей и характеров первого фильма. Вместе с тем он критически высказался об эволюции проекта: «Уже на третьем выпуске (и особенно на последнем, „Постскриптум“) отношение к советской культуре меняется от уважительного к саркастическому», а «место тоски по былому прекрасному веку заняли ирония и холодное препарирование».

## CD-издание
Все четыре части были также выпущены в виде аудио-CD.

### Часть 1. 1995 год
1. Лада Дэнс, Наташа Королёва, Алёна Апина — Вот кто-то с горочки спустился (русская народная песня в обработке Валентина Левашова)
2. Лев Лещенко — Почему ж ты мне не встретилась? (другое название — «Песня Рощина», музыка Никиты Богословского, слова Николая Доризо, из к/ф «Разные судьбы», исполнял Марк Бернес)
3. Лада Дэнс, Алёна Апина — На побывку едет молодой моряк (музыка Александра Аверкина, слова Виктора Бокова)
4. Филипп Киркоров — Я встретил девушку (музыка Андрея Бабаева, русский текст Гарольда Регистана, из кинофильма «Я встретил девушку», исполнял Рашид Бейбутов)
5. Ирина Отиева, Лариса Долина — Хорошие девчата (музыка Александры Пахмутовой, слова Михаила Матусовского, из кинофильма «Девчата»)
6. Игорь Николаев — Я назову тебя… (музыка Григория Пономаренко, слова Виктора Бокова)
7. Леонид Агутин — Песня о шофёре (русскоязычный вариант песни из бразильского к/ф «Там, где кончается асфальт»[порт.], музыка Клаудио Санторо, обработка Вячеслава Мещёрина, русский текст Григория Никитинского, исполнял Олег Анофриев)
8. Александр Малинин — Ты ждёшь, Лизавета (музыка Никиты Богословского, слова Евгения Долматовского, из к/ф «Александр Пархоменко»)
9. Андрей Макаревич — Лейся, песня, на просторе (музыка Венедикта Пушкова, слова Андрея Апсолона, из к/ф «Семеро смелых»)
10. Гарик Сукачев — Я милого узнаю по походке (автор неизвестен)
11. Николай Расторгуев — Спят курганы тёмные (музыка Никиты Богословского, слова Бориса Ласкина, из к/ф «Большая жизнь»)
12. Бари Алибасов, группа «На-На» — Мы, друзья, перелётные птицы (музыка Василия Соловьёва-Седого, слова Алексея Фатьянова, из к/ф «Небесный тихоход»)
13. Богдан Титомир — Червона рута (музыка и слова Владимира Ивасюка, из репертуара Софии Ротару)
14. Сергей Мазаев, Николай Фоменко, Виктор Рыбин — Нас извлекут из-под обломков (автор неизвестен, куплет из песни «По полю танки грохотали» из к/ф «На войне как на войне»)
15. Анжелика Варум — Ой, цветёт калина (музыка Исаака Дунаевского, слова Михаила Исаковского, из к/ф «Кубанские казаки»)
16. София Ротару — Каким ты был, таким ты и остался (музыка Исаака Дунаевского, слова Михаила Исаковского, из к/ф «Кубанские казаки», исполняли Марина Ладынина, Клара Лучко и Екатерина Савинова)
17. Олег Газманов — Куплеты Курочкина (музыка Бориса Мокроусова, слова Алексея Фатьянова, из к/ф «Свадьба с приданым»)
18. Кристина Орбакайте — Нет любви хорошей у меня (музыка Эдуарда Колмановского, слова Евгения Евтушенко)
19. Владимир Пресняков — На крылечке твоём (музыка Бориса Мокроусова, слова Алексея Фатьянова, из к/ф «Свадьба с приданым»)
20. Алёна Свиридова — Одинокая гармонь (музыка Бориса Мокроусова, слова Михаила Исаковского)
21. Коллективное исполнение — Будьте здоровы, живите богато (русский перевод Михаила Исаковского, музыка Исаака Любана)

### Часть 2. 1996 год
1. Валерий Сюткин — Как провожают пароходы (музыка Аркадия Островского, слова Константина Ваншенкина, из репертуара Эдуарда Хиля)
2. Лариса Долина — Стоят девчонки (музыка Александра Колкера, слова Кима Рыжова, из репертуара Марии Пахоменко)
3. Ирина Аллегрова — Белый свет (музыка Оскара Фельцмана, слова Игоря Шаферана и Михаила Танича, из репертуара Эдиты Пьехи)
4. Валерий Меладзе — Ямайка (русскоязычный вариант песни «Jamaica», музыка Тонино Валли, русский текст Леонида Дербенёва, из репертуара Робертино Лоретти)
5. Андрей Макаревич — Люблю я макароны (русскоязычный вариант песни «Viva la pappa col pomodoro», музыка Нино Роты, русский текст Юлия Кима, из репертуара Эмиля Горовца)
6. Владимир Пресняков — Течёт Волга (музыка Марка Фрадкина, слова Льва Ошанина, из репертуара Людмилы Зыкиной)
7. Александр Малинин — Лада (музыка Владимира Шаинского, слова Михаила Пляцковского, из репертуара Вадима Мулермана)
8. Татьяна Буланова — Нежность (музыка Александры Пахмутовой, слова Сергея Гребенникова и Николая Добронравова, из кинофильма «Три тополя на Плющихе», исполняла Татьяна Доронина)
9. Леонид Агутин — Каникулы любви (русскоязычный вариант песни «Koi-no Bakansu», музыка Хироси Миягавы, русский текст Леонида Дербенёва, из репертуара сестёр Дза Пинац)
10. Дмитрий Маликов, Наталья Ветлицкая — Какая странная судьба (русскоязычный вариант песни «Un homme et une femme», музыка Франсиса Ле, русский текст Марка Подберезского, из кинофильма «Мужчина и женщина»)
11. Валерия — Маленький принц (музыка Микаэля Таривердиева, слова Николая Добронравова, из кинофильма «Пассажир с „Экватора“»)
12. Анжелика Варум — Наш сосед (музыка и слова Бориса Потёмкина, из репертуара Эдиты Пьехи)
13. Алла Пугачёва — Осенние листья (музыка Бориса Мокроусова, слова Марка Лисянского)
14. Кристина Орбакайте — Я тебя подожду (музыка Аркадия Островского, слова Льва Ошанина, из репертуара Майи Кристалинской)
15. Филипп Киркоров — Дочь родилась у шарманщика доброго Карло (русскоязычный вариант песни «Delilah», музыка Леса Рида[англ.], русский текст Онегина Гаджикасимова, из репертуара Муслима Магомаева, оригинальное исполнение Тома Джонса)
16. Группа «Вокал-бэнд» — Журавлиная песня (музыка Кирилла Молчанова, слова Георгия Полонского, на мелодию из кинофильма «Доживём до понедельника»)
17. Николай Фоменко, Сергей Мазаев и Виктор Рыбин — На безымянной высоте (музыка Вениамина Баснера, слова Михаила Матусовского, из кинофильма «Тишина», исполнял Лев Барашков)
18. Олег Газманов — Марш монтажников-высотников (музыка Родиона Щедрина, слова Владимира Котова, из кинофильма «Высота», исполнял Николай Рыбников)
19. Лайма Вайкуле — Лунный камень (музыка Аркадия Островского, слова Инны Кашежевой, из репертуара Майи Кристалинской)
20. Наташа Королёва — Помоги мне (музыка Александра Зацепина, слова Леонида Дербенёва, из кинофильма «Бриллиантовая рука», исполняла Аида Ведищева)
21. Николай Расторгуев — Песня о друге (музыка Андрея Петрова, слова Григория Поженяна, из кинофильма «Путь к причалу»)
22. Жанна Агузарова — Снег идёт (музыка Андрея Эшпая, слова Евгения Евтушенко, из кинофильма «Карьера Димы Горина», исполняла Майя Кристалинская)
23. Игорь Николаев — Люди встречаются (музыка Виктора Гаваши, слова Олега Жукова, из репертуара ансамбля «Весёлые ребята»)
24. Алёна Апина, Наташа Королёва, Татьяна Буланова — Ромашки спрятались (музыка Евгения Птичкина, слова Игоря Шаферана, из кинофильма «Моя улица», исполняла Ольга Воронец)
25. Алёна Свиридова — Песенка о медведях (музыка Александра Зацепина, слова Леонида Дербенёва, из кинофильма «Кавказская пленница»)
26. Людмила Гурченко — Московские окна (музыка Тихона Хренникова, слова Михаила Матусовского, из репертуара Леонида Утёсова)

### Часть 3. 1997 год
1. «Иванушки International» — Алёшкина любовь (музыка Сергея Дьячкова, слова Онегина Гаджикасимова, из репертуара ансамбля «Весёлые ребята»)
2. Валерий Леонтьев — Hafanana (музыка и слова Африка Симона, из репертуара Африка Симона)
3. Леонид Агутин — Где-то далеко… (другое название — «Песня о далёкой Родине», музыка Микаэла Таривердиева, слова Роберта Рождественского, из телесериала «Семнадцать мгновений весны», исполнял Иосиф Кобзон)
4. Лариса Долина — Ищу тебя (музыка Александра Зацепина, слова Леонида Дербенёва, из телефильма «31 июня», исполняла Татьяна Анциферова)
5. Александр Буйнов, «Boney M» — Rasputin (музыка и слова Фрэнка Фариана, Фрэнка Джейя и Джорджа Рейама, из репертуара группы «Boney M»)
6. Группа «Несчастный Случай» — Генералы песчаных карьеров (русскоязычный вариант песни «Marchа dos Реsсаdores», музыка Доривала Каимми, русский текст Юрия Цейтлина, из кинофильма «Генералы песчаных карьеров», исполнял Доривал Каимми)
7. Владимир Пресняков-младший — Для меня нет тебя прекрасней (музыка Юрия Антонова, слова Михаила Белякова и Ирины Безладновой, из репертуара ансамбля «Поющие гитары»)
8. Кабаре-дуэт «Академия» — Moskau (музыка Ральфа Зигеля, слова Бернда Майнунгера, из репертуара группы «Dschinghis Khan)»
9. Татьяна Буланова — Не отрекаются любя (музыка Марка Минкова, слова Вероники Тушновой, из репертуара Аллы Пугачёвой)
10. Филипп Киркоров, «Восток» — Уходило лето (русскоязычный вариант песни «Cara Mia», музыка Рольфа Сойи и Джона О´Брайен-Докера, русский текст Владимира Лугового, из репертуара ансамбля «Весёлые ребята», оригинальное исполнение группы «Baccara»)
11. Алла Пугачёва — Мне нравится… (музыка Микаэла Таривердиева, слова Марины Цветаевой, из телефильма «Ирония судьбы, или С лёгким паром», исполняла Алла Пугачёва)
12. Анжелика Варум, Дмитрий Маликов — Листья жёлтые (русскоязычный вариант песни «Par pēdējo lapu», музыка Раймонда Паулса, русский текст Игоря Шаферана, из репертуара Галины Бовиной и Владислава Лынковского)
13. Сергей Мазаев, Николай Фоменко, Виктор Рыбин — Трус не играет в хоккей (музыка Александры Пахмутовой, слова Сергея Гребенникова и Николая Добронравова, из репертуара Вадима Мулермана)
14. Александр Малинин, Марыля Родович — Kolorowe Jarmarki (музыка Януша Ласковского, слова Рышарда Улицкого, из репертуара Марыли Родович)
15. Кристина Орбакайте, Владимир Пресняков-младший — Эхо любви (музыка Евгения Птичкина, слова Роберта Рождественского, из репертуара Анны Герман)
16. композиция «One» (Final) — (музыка Марвина Хэмлиша, слова Эдварда Клебана, из мюзикла «Кордебалет») (не указана в титрах)
17. Максим Леонидов — Из вагантов (музыка Давида Тухманова, вольный перевод Льва Гинзбурга стихотворения «Прощание со Швабией» из сборника «Carmina Burana», из репертуара Игоря Иванова)
18. Алёна Апина — Стою на полустаночке (музыка Ильи Катаева, слова Михаила Анчарова, из репертуара Валентины Толкуновой)
19. Алла Пугачёва — На Тихорецкую состав отправится… (музыка Микаэла Таривердиева, слова Михаила Львовского, из телефильма «Ирония судьбы, или С лёгким паром», исполняла Алла Пугачёва)
20. «На-На» — Увезу тебя я в тундру (музыка Марка Фрадкина, слова Михаила Пляцковского, из репертуара Кола Бельды)
21. Лайма Вайкуле — Mammy Blue (музыка Юбера Жиро, английский текст Фила Трима, из репертуара Хулио Иглесиаса)
22. Лев Лещенко, Алёна Свиридова — Манчестер-Ливерпуль (музыка Андре Поппа, русский текст Роберта Рождественского, из репертуара Мари Лафоре)
23. Наташа Королёва, Крис Норман — Stumblin’ In (музыка Никки Чинна, слова Майка Чепмена, из репертуара Криса Нормана и Сьюзи Кватро)
24. Николай Расторгуев — Есть только миг (музыка Александра Зацепина, слова Леонида Дербенёва, из кинофильма «Земля Санникова», исполнял Олег Анофриев)
25. Валерия — Последняя поэма (музыка Алексея Рыбникова, слова Рабиндраната Тагора в переводе Аделины Адалис, из кинофильма «Вам и не снилось…»)
26. Валерий Меладзе — Звёздочка моя ясная (музыка Владимира Семёнова, слова Ольги Фокиной, из репертуара ансамбля «Цветы»)
27. Алла Пугачёва — По улице моей, который год… (музыка Микаэла Таривердиева, слова Беллы Ахмадулиной, из кинофильма «Ирония судьбы, или С лёгким паром», исполняла Алла Пугачёва)
28. Гарик Сукачёв — Кони привередливые (музыка и слова Владимира Высоцкого, из репертуара Владимира Высоцкого)
29. Лариса Долина, Глория Гейнор — I Will Survive (музыка Фредди Перрена, слова Дино Фекариса, из репертуара Глории Гейнор)
30. Коллективное исполнение — Надежда (музыка Александры Пахмутовой, слова Николая Добронравова, из репертуара Анны Герман)

### Постскриптум. 2000 год
1. Александр Буйнов — Let My People Go (народная песня афроамериканцев, из репертуара Луи Армстронга)
2. Лайма Вайкуле — Эй, моряк! (другое название — «Песенка о морском дьяволе», музыка Андрея Петрова, слова Соломона Фогельсона, из кинофильма «Человек-амфибия», исполняла Нонна Суханова)
3. «Мумий Тролль» — Twist and Shout (музыка Фила Медли, слова Фила Медли и Берта Рассела, из репертуара группы «Битлз»)
4. Татьяна Буланова — Padam Padam (музыка Норберта Гланцберга, слова Анри Конте, из репертуара Эдит Пиаф)
5. Валерий Меладзе — Свадьба (музыка Арно Бабаджаняна, слова Роберта Рождественского, из репертуара Муслима Магомаева)
6. Дмитрий Маликов, Игорь Николаев, Кристина Орбакайте, Марина Хлебникова — Dancing Queen (музыка и слова Бенни Андерссона, из репертуара группы «ABBA»)
7. Олег Газманов, Лолита Милявская — Felicità (музыка Дарио Фарина и Джино Де Стефани, слова Кристиано Минеллоно, из репертуара Аль Бано и Ромины Пауэр)
8. Леонид Агутин — Шаланды, полные кефали… (музыка Никиты Богословского, слова Владимира Агатова, из кинофильма «Два бойца», исполнял Марк Бернес)
9. Валерий Леонтьев — Une Vie D’Amour (музыка Жоржа Гарваренца, слова Шарля Азнавура, из кинофильма «Тегеран-43», исполнял Шарль Азнавур)
10. Алла Пугачёва — Голубка (русскоязычный вариант песни «La Paloma», музыка Себастьяна Ирадьера, русский текст Самуила Болотина и Татьяны Сикорской, из репертуара Клавдии Шульженко)
11. Максим Леонидов — Blue Suede Shoes (музыка и слова Карла Перкинса, из репертуара Элвиса Пресли)
12. Анжелика Варум — I Wanna Be Loved by You (музыка Герберта Стотхарта и Гарри Руби, слова Берта Кальмара, из кинофильма «В джазе только девушки», исполняла Мэрилин Монро)
13. Владимир Кузьмин — Королева красоты (музыка Арно Бабаджаняна, слова Анатолия Горохова, из репертуара Муслима Магомаева)
14. Людмила Гурченко — Хочешь? (музыка и слова Земфиры)
15. Николай Носков — Полёт на дельтаплане (музыка Эдуарда Артемьева, слова Николая Зиновьева, из репертуара Валерия Леонтьева)
16. Валерия — Город детства (русскоязычный вариант песни «Green Fields» группы «The Easy Riders», музыка Фрэнка Миллера, русский текст Роберта Рождественского, из репертуара Эдиты Пьехи)
17. «Иванушки International» — Последняя электричка (музыка Давида Тухманова, слова Михаила Ножкина, из репертуара Владимира Макарова)
18. Николай Фоменко — Белеет мой парус (музыка Геннадия Гладкова, слова Юлия Кима, из кинофильма «12 стульев», исполнял Андрей Миронов)
19. Лариса Долина — I Will Always Love You (музыка и слова Долли Партон, из кинофильма «Телохранитель», исполняла Уитни Хьюстон)
20. Наташа Королёва, Александр Цекало — Ти ж мене підманула (украинская народная песня)
21. Филипп Киркоров — Livin’ la Vida Loca (музыка и слова Дезмонда Чайлда, Драко Росы и Луиса Гомеса Эсколара, из репертуара Рики Мартина)
22. Елена Воробей — Звёздный час (музыка Игоря Корнелюка, слова Регины Лисиц, из репертуара Игоря Корнелюка)